# Hanna Cygler
Hanna Cygler, właśc. Anna Kanthak (ur. 18 września 1960 w Gdańsku) – polska tłumaczka i pisarka specjalizująca się w literaturze obyczajowej.

## Życiorys
Jest absolwentką gdyńskiego III Liceum Ogólnokształcącego. Ukończyła skandynawistykę na Uniwersytecie Gdańskim. Pracowała w gdańskim oddziale Polskiej Agencji Informacyjnej i na Uniwersytecie Gdańskim. Od 1993 zajmuje się zawodowo tłumaczeniami z języka szwedzkiego i angielskiego. Prowadzi biuro tłumaczeń. Jest członkiem założycielem Bałtyckiego Stowarzyszenia Tłumaczy.
Nad pierwszą powieścią, Tryb warunkowy, rozpoczęła pracę w 1985, a ukończyła ją w 1997. Pierwszą książką, która ukazała się w 2003 nakładem Wydawnictwa Cztery Strony Świata, była powieść 3 razy R. W latach 2004–2005 opublikowała w Wydawnictwie Kurpisz kilka powieści w serii „Nie Tylko o Miłości”, w tym dylogię Głowa anioła i Dwie głowy anioła oraz trylogię Tryb warunkowy, Deklinacja męska/żeńska oraz Przyszły niedokonany, która w 2009, po wydaniu przez Dom Wydawniczy Rebis powieści Odmiana przez przypadki, przekształciła się w tetralogię. W 2006 przełożyła na język polski powieść Joanny Czechowskiej The Black Madonna of Derby (tytuł polski: Goodbye, Polsko; Wydawnictwo Media Foran).

## Rodzina
Mężem pisarki jest Andrzej Kanthak, a synem Jan Kanthak.

## Powieści
- 3 razy R Wydawnictwo Cztery Strony Świata 2003 (ISBN 83-89445-02-6); Wydawnictwo Kurpisz 2005 (ISBN 83-89738-26-0); Dom Wydawniczy Rebis 2016 (ISBN 978-83-8062-003-2)[6]
- Tryb warunkowy Wydawnictwo Kurpisz 2004 (ISBN 83-89738-21-X); Dom Wydawniczy Rebis 2012 (ISBN 978-83-7510-853-8)[7]
- Deklinacja męska/żeńska Wydawnictwo Kurpisz 2004 (ISBN 83-89738-22-8); Dom Wydawniczy Rebis, 2012 (ISBN 978-83-7510-919-1)[8]
- Przyszły niedokonany Wydawnictwo Kurpisz 2004 (ISBN 83-89738-23-6); Dom Wydawniczy Rebis 2012 (ISBN 978-83-7510-928-3)[9]
- Przekład dowolny Wydawnictwo Kurpisz 2004 (ISBN 83-89738-07-4); Dom Wydawniczy Rebis 2016 (ISBN 978-83-7818-861-2)[10]
- Głowa anioła Wydawnictwo Kurpisz 2004 (ISBN 83-89738-24-4); Dom Wydawniczy Rebis 2014 (ISBN 978-83-7818-526-0)[11]
- Dwie głowy anioła Wydawnictwo Kurpisz 2004 (ISBN 83-89738-25-2); Dom Wydawniczy Rebis 2014 (ISBN 978-83-7818-535-2)[12]
- Kolor bursztynu Wydawnictwo Kurpisz 2004 (ISBN 83-89738-06-6); Dom Wydawniczy Rebis 2013 (ISBN 978-83-7818-445-4)[13], Wydawnictwo Marginesy (imprint Luna) 2022 (ISBN 978-83-67406-08-6)[14]
- Czas zamknięty Wydawnictwo Felberg 2007 (ISBN 978-83-88667-60-2); Dom Wydawniczy Rebis 2015 (ISBN 978-83-7818-601-4)[15]
- Pokonani Wydawnictwo Felberg 2008 (ISBN 978-83-88667-63-3); Dom Wydawniczy Rebis 2015 (ISBN 978-83-7818-690-8)[16]
- Odmiana przez przypadki Dom Wydawniczy Rebis 2010 (ISBN 978-83-7510-483-7)[17]
- Dobre geny Dom Wydawniczy Rebis 2011 (ISBN 978-83-7510-640-4)[18]
- Bratnie dusze Dom Wydawniczy Rebis 2012 (ISBN 978-83-7510-845-3)[19]
- W cudzym domu Dom Wydawniczy Rebis 2013 (ISBN 978-83-7510-964-1)[20]
- Grecka mozaika Dom Wydawniczy Rebis 2014 (ISBN 978-83-7818-488-1)[21], Wydawnictwo Marginesy (imprint Luna) 2022 (ISBN 978-83-67406-07-9)[22]
- Złodziejki czasu Dom Wydawniczy Rebis 2015 (ISBN 978-83-7818-663-2)[23]
- Za cudze grzechy Dom Wydawniczy Rebis 2016 (ISBN 978-83-7818-844-5)[24]
- Tylko kochanka Dom Wydawniczy Rebis 2017 (ISBN 978-83-8062-138-1)[25]
- Nowe niebo Dom Wydawniczy Rebis 2018 (ISBN 978-83-8062-329-3)[26]
- Gra na cztery Dom Wydawniczy Rebis 2019 (ISBN 978-83-8062-484-9)[27]
- Po cudze pieniądze Dom Wydawniczy Rebis 2020 (ISBN 978-83-8188-030-5)[28]
- Złodziejki Świąt Dom Wydawniczy Rebis 2020 (ISBN 978-83-8188-192-0)[29]
- Córki tęczy Wydawnictwo Marginesy 2022 (imprint Luna, ISBN 978-83-67406-06-2)[30]

## Audiobooki
- Tryb warunkowy czyta Joanna Lissner, Lissner Studio 2012 (ISBN 978-83-63862-15-2)[31]
- Deklinacja męska/żeńska czyta Joanna Lissner, Lissner Studio 2013 (ISBN 978-83-63862-20-6)[32]
- Przyszły niedokonany czyta Joanna Lissner, Lissner Studio 2013 (ISBN 978-83-63862-36-7)[33]
- Głowa anioła czyta Hanna Kinder-Kiss, Heraclon International, Storybox.pl 2014 (ISBN 978-83-7927-187-0)[34]
- Dwie głowy anioła czyta Hanna Kinder-Kiss, Heraclon International, Storybox.pl 2014 (ISBN 978-83-7927-242-6)[35]
- Grecka mozaika czyta Piotr Grabowski, Dom Wydawniczy Rebis 2014 (ISBN 978-83-7818-589-5)[36]
- Kolor bursztynu czyta Joanna Gajór, Heraclon International, Storybox.pl 2015 (ISBN 978-83-7927-448-2)[37]
- Odmiana przez przypadki czyta Elżbieta Kijowska, Heraclon International, Storybox.pl 2015 (ISBN 978-83-7927-415-4)[38]
- W cudzym domu czyta Magda Karel, Heraclon International, Storybox.pl 2015 (ISBN 978-83-7927-344-7)[39]
- Bratnie dusze czyta Marta Wardyńska, Heraclon International, Storybox.pl 2015 (ISBN 978-83-7927-337-9)[40]
- Dobre geny czyta Elżbieta Kijowska, Heraclon International, Storybox.pl 2015 (ISBN 978-83-7927-321-8)[41]
- Złodziejki czasu czyta Joanna Jeżewska, Dom Wydawniczy Rebis 2015 (ISBN 978-83-7818-752-3)[42]
- Za cudze grzechy czyta Piotr Grabowski, Dom Wydawniczy Rebis 2016 (ISBN 978-83-7818-856-8)[43]
- Czas zamknięty. Saga rodziny Hallmanów. Część 1 czyta Maciej Więckowski, Heraclon International, Storybox.pl 2017 (ISBN 978-83-7927-751-3)[44]
- Pokonani. Saga rodziny Hallmanów. Część 2 czyta Maciej Więckowski, Heraclon International, Storybox.pl 2017 (ISBN 978-83-7927-775-9)[45]
- Tylko kochanka czyta Bartosz Głogowski, Dom Wydawniczy Rebis 2017 (ISBN 978-83-8062-152-7)[46]
- 3 razy R czyta Joanna Domańska, Heraclon International, Storybox.pl 2017 (ISBN 978-83-7927-803-9)[47]
- Przekład dowolny czyta Joanna Gajór, Heraclon International, Storybox.pl 2017 (ISBN 978-83-7927-828-2)[48]